# 苏宁易购 (网站)

苏宁易购舊商标

苏宁易购，是苏宁云商股份有限公司旗下的一個B2C电子商务网站，销售家电、电脑、母婴等各种日常商品。其主要面对中国大陆的在线大小消费品零售市场，深入經營長三角地區，而总部位于江苏省南京市。
苏宁易购创立于2009年，其前身是苏宁电器网上商城。2009年8月18日苏宁电器与IBM共同开发的第四期苏宁电器网上商城网站上线试运营，并將之改名為苏宁易购。2009年8月18日试运营，2010年2月1日正式上线运营。截止2012年底，苏宁易购是中国大陆按照销售营业额排名第三的B2C零售平台。 2015年8月17日苏宁易购正式入驻天猫。
2017年11月，苏宁官方正式宣布，成立苏宁易购汽车公司，跨界交通工具銷售商。